# 建瓯东站
建瓯东站，位于中华人民共和国福建省南平市建瓯市水源乡王厝村，是衢宁铁路上的火车站，于2020年9月27日启用。

## 車站周邊
- 中国锥栗博物馆

## 歷史
- 2020年9月27日启用。

## 外部連結
- 中国铁路客户服务中心 （页面存档备份，存于）